# Stomoxys
Genre
Stomoxys est un genre d'insectes diptères brachycères de la famille des Muscidae.

## Liste des espèces et sous-espèces
Selon Catalogue of Life (8 juillet 2023) :
- Stomoxys bengalensis Picard, 1908
- Stomoxys bilineatus Grünberg, 1906
- Stomoxys boueti Roubaud, 1911
- Stomoxys indicus Picard, 1908
- Stomoxys inornatus Grünberg, 1906
- Stomoxys luteolus Villeneuve, 1934
- Stomoxys niger Macquart, 1851
- Stomoxys ochrosoma Speiser, 1910
- Stomoxys omega Newstead, 1907
- Stomoxys pallidus Roubaud, 1911
- Stomoxys pullus Austen, 1909
- Stomoxys sitiens (Rondani, 1873)
- Stomoxys stigma Emden, 1939
- Stomoxys taeniatus Bigot, 1888
- Stomoxys transvittatus Villeneuve, 1916
- Stomoxys uruma Shinonaga & Kano, 1966
- Stomoxys varipes Bezzi, 1907
- Stomoxys xanthomelas Roubaud, 1937

Selon ITIS (1 mars 2013) :
- Stomoxys calcitrans (Linnaeus, 1758)

Selon NCBI (1 mars 2013) :
- Stomoxys bengalensis
- Stomoxys calcitrans
- Stomoxys indicus
- Stomoxys inornatus
- Stomoxys niger
  - sous-espèce Stomoxys niger bilineatus
  - sous-espèce Stomoxys niger niger
- Stomoxys omega
- Stomoxys pallidus
- Stomoxys sitiens
- Stomoxys transvittatus
- Stomoxys uruma
- Stomoxys varipes